# Mallos pearcei
Mallos pearcei là một loài nhện trong họ Dictynidae.
Loài này thuộc chi Mallos. Mallos pearcei được Ralph Vary Chamberlin & Willis J. Gertsch miêu tả năm 1958.